# Побужани
Побужа́ни — село в Україні, у Буській міській громаді, Золочівського району, Львівської області. До 2020 року — адміністративний центр Побужанської сільської ради, якій підпорядковувалося також село Ланерівка, нині орган місцевого самоврядування — Буська міська громада. Населення становить 1040 осіб.

## Географія
Село Побужани розташоване на правому березі ріки Західний Буг, за 61 км від обласного центру, за 44 км від районного центру та 8 км від адміністративного центру міської громади. За 17 км знаходиться найближча залізнична станція Красне.
Вулиці
У Побужанах налічується 8 вулиць.
- Вальки
- Волохи
- Піджарки
- Побужанська
- Польова
- Пужеля
- Садова
- Шкільна

## Населення
Станом на 1932 рік в Побужанах мешкало 1648 осіб, з них: 1500 українців, 120 латинників та 28 юдеїв, початок 1939 року мешкало вже 1850 осіб, з них: 1500 українців, 10 поляків, 150 польських колоністів, 170 латинників та 30 юдеїв. За даними всеукраїнського перепису населення 2001 року в селі Ланерівка мешкало 1040 осіб.
Мова
Розподіл населення за рідною мовою за даними перепису 2001 року був наступним:
| українська | 1038 | 99,81 |
| російська  | 2    | 0,19  |

## Історія
Перша письмова згадка про село походить з 1 червня 1433 року, коли князь Семовіт підписав у Буську грамоту про затвердження меж села Побужани. Назва села утворена за географічним принципом, тобто відбиває розташування села по річці Західний Буг.
У 1777 році збудована дерев'яна церква Вознесення Господнього.
У міжвоєнний період власниками села були нащадки графа Людвика Бадені. Парохом місцевої церкви Вознесення Господнього був о. Зиновій Яцків. У селі діяли двокласова (українська мова навчання) та однокласова (польська мова навчання) школи.

## Пам'ятки, визначні місця

### Церква Вознесення Господнього
Дерев'яна церква збудована 1777 року з соснових брусів на дубових підвалинах. Олійний стінопис в інтер'єрі церкви походить з 1950-х років та в усіх об'ємах виконаний на доволі низькому професійному рівні. Збереглися чотириярусний іконостас пірамідальної побудови, виконаний у пізньобароковому стилі (друга половина XVIII століття) та Євангеліє XII століття. У 1970-х роках проведений ремонт церкви та прибудований присінок. На осі центрального входу на захід від церкви розташована дерев'яна двоярусна дзвіниця, збудована з соснових брусів на дубових підвалинах, яка станом на кінець 2019 року повністю оновлена — дахи і піддашшя перекриті ґонтами. Поблизу церкви збережена могила греко-католицького пароха Побужан Модеста Дембицького.
Поряд з дерев'яною церквою за незалежності України збудовано новий мурований храм. Тоді церква належала Українській автокефальній православній церкві. Наприкінці 2000-х років хотіли продати стару церкву до Черкас. 2 березня 2008 року, в у місцевому Народному домі відбувся схід побужанської громади з питання, яке стосувалося продажу чи передачі церкви зі села тепер уже не до Черкас, а у Золочівський район. Спричинило зібрання прохання архиєпископа Львівського Макарія до колишнього голови Львівської ОДА Петра Олійника. В ньому йдеться про те, що Львівське єпархіальне управління Української автокефальної православної церкви та Святогірський чоловічий монастир Положення ризи пресвятої богородиці (урочище Свята Гора Білокамінської сільської ради) просять надати дозвіл на перевезення та встановлення на території монастиря дерев'яної церкви Воскресіння Господнього, яка є в селі Побужани.
Текст прохання присутнім на сході зачитав заступник голови Буської РДА Орест Кондзірський. Він та голова Буської РДА Михайло Вовк, сільський голова Побужан Любов Дацків, директор місцевої школи Микола Лук’янчук, заступник начальника управління охорони культурної спадщини Львівської ОДА Роман Онишко, а також всі люди, які взяли участь у сході, а їх було більше як 50 осіб, одностайно висловилися проти перевезення чи продажу церкви. Старенький храм залишився у селі. Громада вирішила створити комісію з опису церковного майна і почати вирішувати питання щодо ремонтом храму. У цьому вони заручилися підтримкою районної влади.

## Відомі люди
- Людвік Крулик — римо-католицький священик, професор, доктор богослов'я, Почесний Капелан Його Святості (прелат) та деканПапського теологічного факультету у Варшаві. Народився у Побужанах.